# Brachychiton
Brachychiton là một chi thực vật có hoa gồm 31 loài cây thân gỗ và cây bụi lớn, có nguồn gốc từ Úc (đây cũng là trung tâm của sự đa dạng, với 30 loài), và New Guinea (một loài). Những hóa thạch tại New South Wales và New Zealand được ước tính có niên đại 50 triệu năm (kỷ Paleogen).
Chúng có chiều cao từ 4 – 30m, một số loài rụng lá mùa khô. Nhiều (nhưng không phải tất cả) loài có gốc cây rất lớn so với kích thước tổng thể, được dùng để trữ nước cho mùa hạn. Lá thường dài từ 4 – 20 cm. Chúng có hoa đực và hoa cái tách riêng trên cùng một cây. 

## Các loài

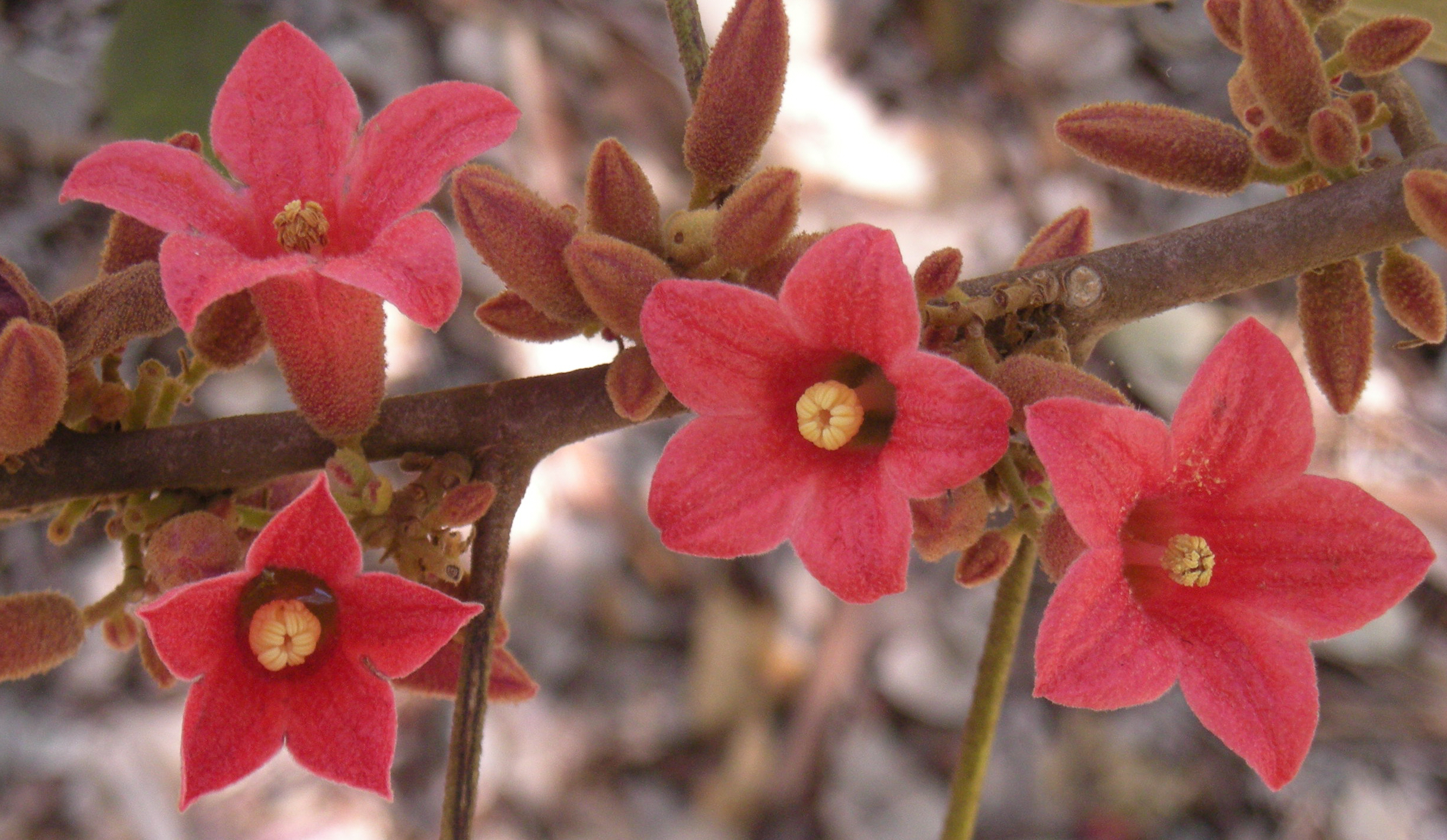
Hoa B. bidwillii

| - Brachychiton acerifolius - Brachychiton acuminatus - Brachychiton albidus - Brachychiton australis - Brachychiton bidwillii - Brachychiton carruthersii - Brachychiton chillagoensis - Brachychiton collinus - Brachychiton compactus - Brachychiton discolor - Brachychiton diversifolius - Brachychiton fitzgeraldianus - Brachychiton garrawayae - Brachychiton grandiflorus - Brachychiton gregorii - Brachychiton incanus - Brachychiton megaphyllus - Brachychiton muellerianus - Brachychiton multicaulis - Brachychiton obtusilobus - Brachychiton paradoxus - Brachychiton populneus - Brachychiton rupestris - Brachychiton spectabilis - Brachychiton tridentatus - Brachychiton tuberculatus - Brachychiton velutinosus - Brachychiton viscidulus - Brachychiton vitifolius - Brachychiton xanthophyllus |